# Wiltz
Wiltz é uma comuna de Luxemburgo com status de cidade, pertencente ao distrito de Diekirch e ao cantão de Wiltz.

## Demografia
Dados do censo de 15 de fevereiro de 2001:
- população total: 4.567
  - homens: 2.299
  - mulheres: 2.269

- densidade: 235,78 hab./km²

- distribuição por nacionalidade:

| Nacionalidade  | População | %      |
| -------------- | --------- | ------ |
| luxemburgueses | 2.843     | 62,25% |
| estrangeiros   | 1.724     | 37,75% |
| - portugueses  | 572       | 12,52% |
| - franceses    | 99        | 2,17%  |
| - italianos    | 44        | 0,96%  |
| - belgas       | 249       | 5,45%  |
| - alemães      | 55        | 1,20%  |
| - iuguslavos   | 546       | 11,96% |
| - outros       | 159       | 3,48%  |

- Crescimento populacional:

| Ano        | População |
| ---------- | --------- |
| 15/02/2001 | 4.567     |
| 01/01/2002 | 4.507     |
| 01/01/2003 | 4.510     |
| 01/01/2004 | 4.525     |
| 01/01/2005 | 4.587     |